# NGC 2267
NGC 2267 ist eine linsenförmige Galaxie vom Hubble-Typ SB0 im Sternbild Großer Hund am Südsternhimmel. Sie ist schätzungsweise 60 Millionen Lichtjahre von der Milchstraße entfernt.
Das Objekt wurde am 16. Februar 1836 von John Herschel entdeckt.